# Bruce Pavitt

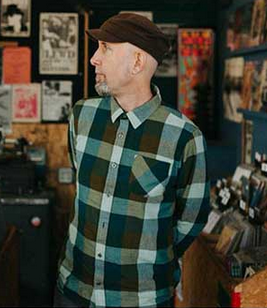

Bruce S. Pavitt (n. 7 martie 1959, Chicago) este fondatorul casei de discuri Sub Pop.